# Marcin Jerzy Wybranowski
Marcin Jerzy Wybranowski herbu Poraj (zm. 1728) – chorąży kamieniecki w latach 1702–1722.
Był członkiem konfederacji sandomierskiej 1704 roku. Był posłem województwa podolskiego na sejm 1722 roku.